# Ruby Blue (album)
Ruby Blue is het debuutsoloalbum van Ierse zangeres Róisín Murphy, uitgebracht via Echo Records op 13 juni 2005. Murphy begon na de split van Moloko in 2004 aan haar eerste solowerk met Matthew Herbert. Voorafgaand aan het album verschenen enkele nummers van het album op drie gelimiteerde ep's, getiteld Sequins 1, Sequins 2 en Sequins 3.

## Tracklist
| Nr. | Titel                           | Lengte |
| --- | ------------------------------- | ------ |
| 1.  | "Leaving the City"              | 4:47   |
| 2.  | "Sinking Feeling"               | 3:33   |
| 3.  | "Night of the Dancing Flame"    | 3:26   |
| 4.  | "Through Time"                  | 5:58   |
| 5.  | "Sow into You"                  | 3:56   |
| 6.  | "Dear Diary"                    | 5:50   |
| 7.  | "If We're in Love"              | 4:31   |
| 8.  | "Ramalama (Bang Bang)"          | 3:35   |
| 9.  | "Ruby Blue"                     | 2:48   |
| 10. | "Off on It"                     | 5:23   |
| 11. | "Prelude to Love in the Making" | 0:51   |
| 12. | "The Closing of the Doors"      | 3:28   |

## B-kanten
| B-kant               | Lengte | A-kant             |
| -------------------- | ------ | ------------------ |
| "Ripples"            | 3:35   | "If We're in Love" |
| "Love in the Making" | 5:04   | "Sow into You"     |

## Hitlijstnotaties
| Land                | Hoogste positie |
| ------------------- | --------------- |
| België (Vlaanderen) | 7               |
| België (Wallonië)   | 63              |
| Duitsland           | 43              |
| Europa              | 80              |
| Finland             | 29              |
| Nederland           | 49              |
| Oostenrijk          | 50              |
| Verenigd Koninkrijk | 88              |
| Zwitserland         | 43              |